# Фијат пунто
Фијат пунто је мали градски аутомобил компаније Фијат који се производиo од 1993. до 2018. године.

## Историјат
Пунто прве генерације представљен је у септембру 1993, а у продаји се појавио почетком 1994. као замена за модел уно. Та генерација пунта била је доступна и у кабриолетској изведби, а освојила је и титулу европског аутомобила године за 1995.
Друга генерација у продају је ушла 1999, а њен дизајн је измењен 2003, док је 2005. представљена нова, трећа генерација која се назива гранде пунто. Друга генерација Фијата пунта из 2003. производила се по лиценци у Застави као Застава 10.

### Прва генерација
Пунто прве генерације представљен је 1993, а у продаји се појавио почетком 1994. као замена за модел уно. Та генерација пунта била је доступна и у кабриолетској верзији, а освојила је и титулу европског аутомобила године за 1995.

#### Мотори
| Бензин: - 1.1 8V, 40 (55 KS) - 1.2 8V, 44 (60 KS) - 1.2 8V, 54 (73 KS) - 1.2 16V, 63 (85 KS) - 1.3 75 KS - 1.4 8V (Turbo), 98 (133 KS) - 1.6 8V, 65 (88 KS) | Дизел: - 1.7 TD, 44 (60 KS) - 1.7 TD, 52 (70 KS) |

### Друга генерација
Друга генерација у продају је ушла 1999, а њен је дизајн освежен 2003. године.

#### Мотори
| Бензин - 1.2 NaturalPower, 44 (60 PS) (2003–2007) - 1.2 8V, 44 (60 PS) (1999–2013) - 1.2 16V, 59 (80 PS) (1999–2005) - 1.4 16V, 70 (95 PS) (2003–2005) - 1.8 16V, 96 (131 PS) (1999–2005) | Дизел - 1.3 JTD Multijet, 51 (70 PS) (2003–2007) - 1.9 D, 44 (60 PS) (1999–2003) - 1.9 JTD, 59 (80 PS) (1999–2002) - 1.9 JTD 85,63 (85 PS) (2002–2003) - 1.9 JTD Multijet, 74 (100 PS) (2003–2005) |

### Трећа генерација
2005. је представљена потпуно нова трећа генерација која се назива гранде пунто.

#### Мотори
| Бензин - 1.2 8V, 48 (65 KS) - 1.4 8V, 57 (77 KS) - 1.4 16V, 70 (95 KS) - 1.4 16V T-JET, 88 (120 KS) - 1.4 16V,T-JET Abarth 114 (155 KS) (2008-) - 1.4 16V, T-JET Abarth "Essesse" 132 (180 KS) (2008-) | Дизел - 1.3 JTD 16V, 55 (75 KS) - 1.3 JTD 16V, 66 (90 KS) - 1.6 JTD 16V, 88 (120 KS) (2009-) - 1.9 JTD 16V, 74 (105 KS) - 1.9 JTD 8V, 88 (120 KS) (2005-2009) - 1.9 JTD 8V, 96 (130 KS) (2005-2009) |